# Aion LX
Der Aion LX ist ein batterieelektrisch angetriebenes Sport Utility Vehicle der zur Guangzhou Automobile Industry Group gehörenden Marke Aion. Bis zur Eigenständigkeit der Marke im Jahr 2020 wurde das Fahrzeug als GAC Aion LX unter der Marke GAC vermarktet.

## Geschichte
Vorgestellt wurde das Fahrzeug als zweites Modell der Submarke Aion im April 2019 auf der Shanghai Auto Show. Seit Oktober 2019 wird es auf dem chinesischen Heimatmarkt verkauft. Im Juli 2020 präsentierte der Hersteller die Baureihe auch als Brennstoffzellenfahrzeug. Es hat eine 68-kW-Brennstoffzelle und erreicht eine Gesamtleistung von 150 kW (204 PS). Die Reichweite nach NEFZ soll 650 km betragen.
Die Plattform des SUV nutzt auch der 2020 eingeführte Hycan 007. Als Konkurrenzmodelle werden unter anderem der BYD Tang und der NIO ES6 genannt.

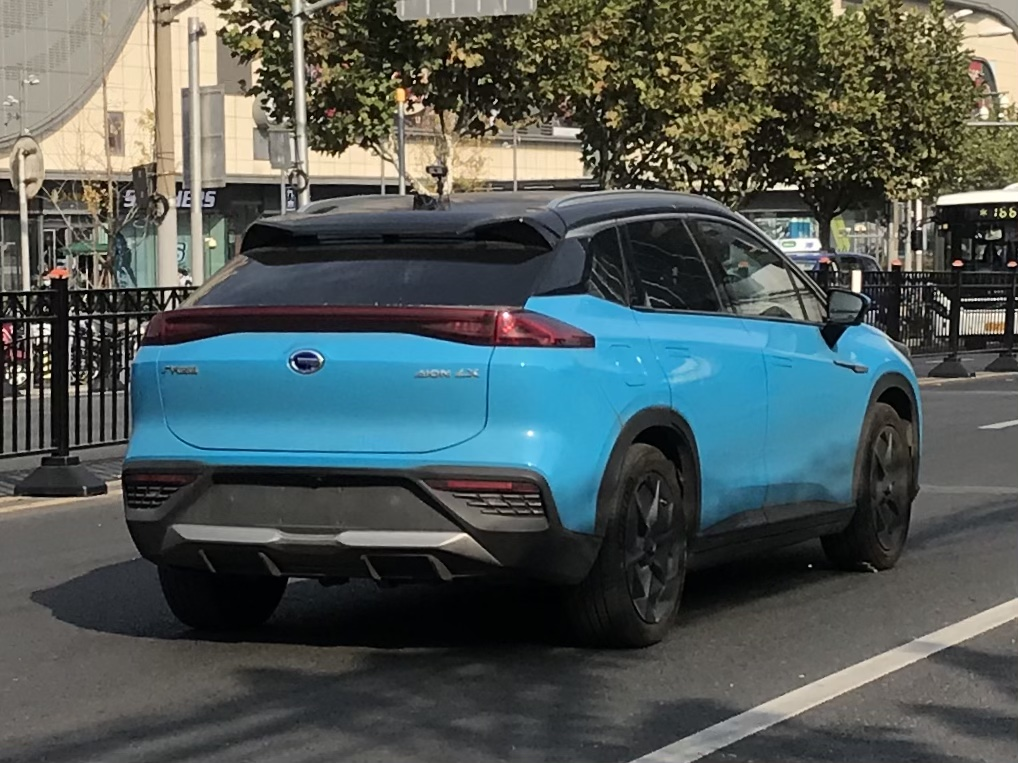
Heckansicht
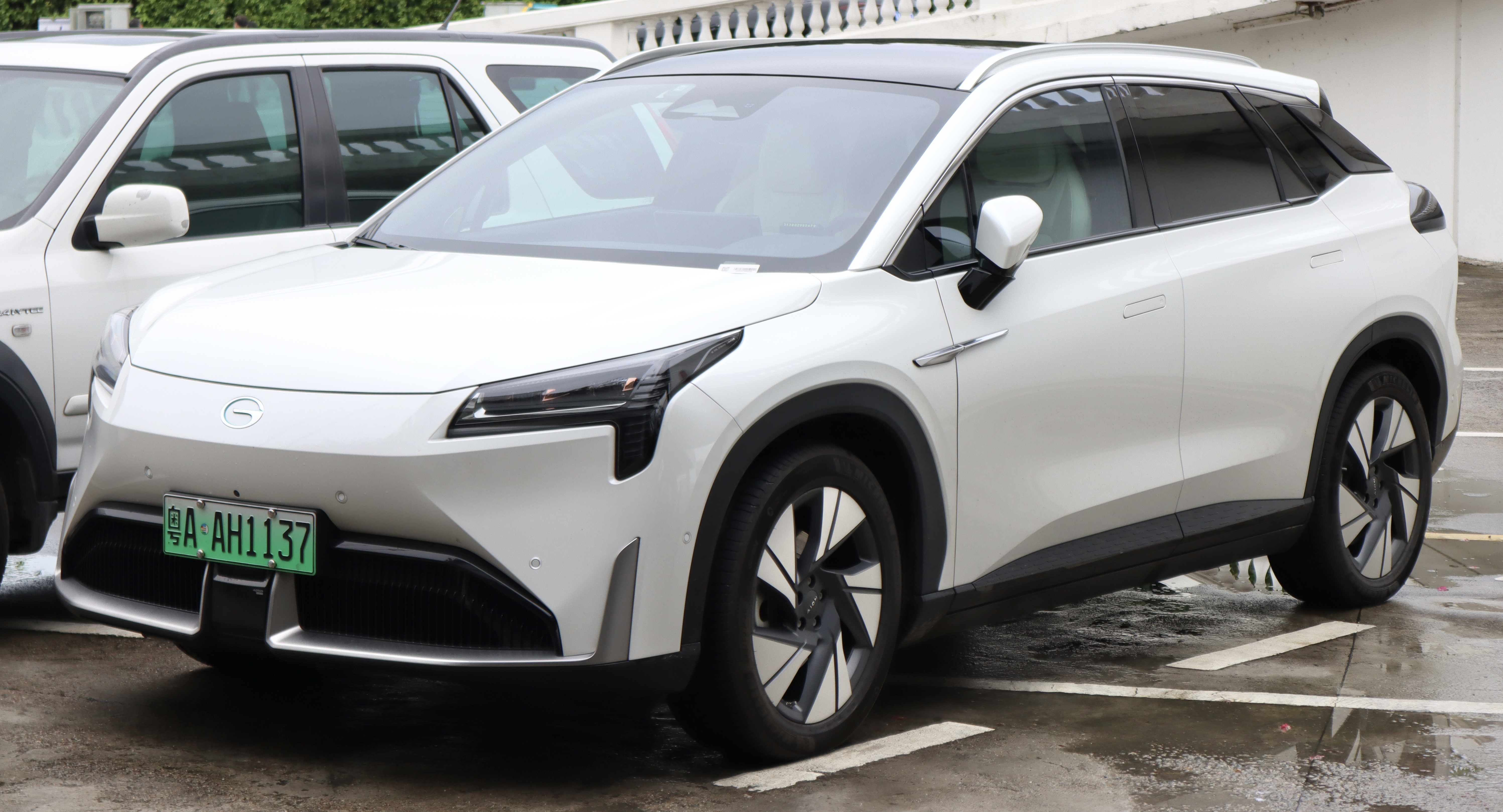
Aion LX Plus (seit 2022)
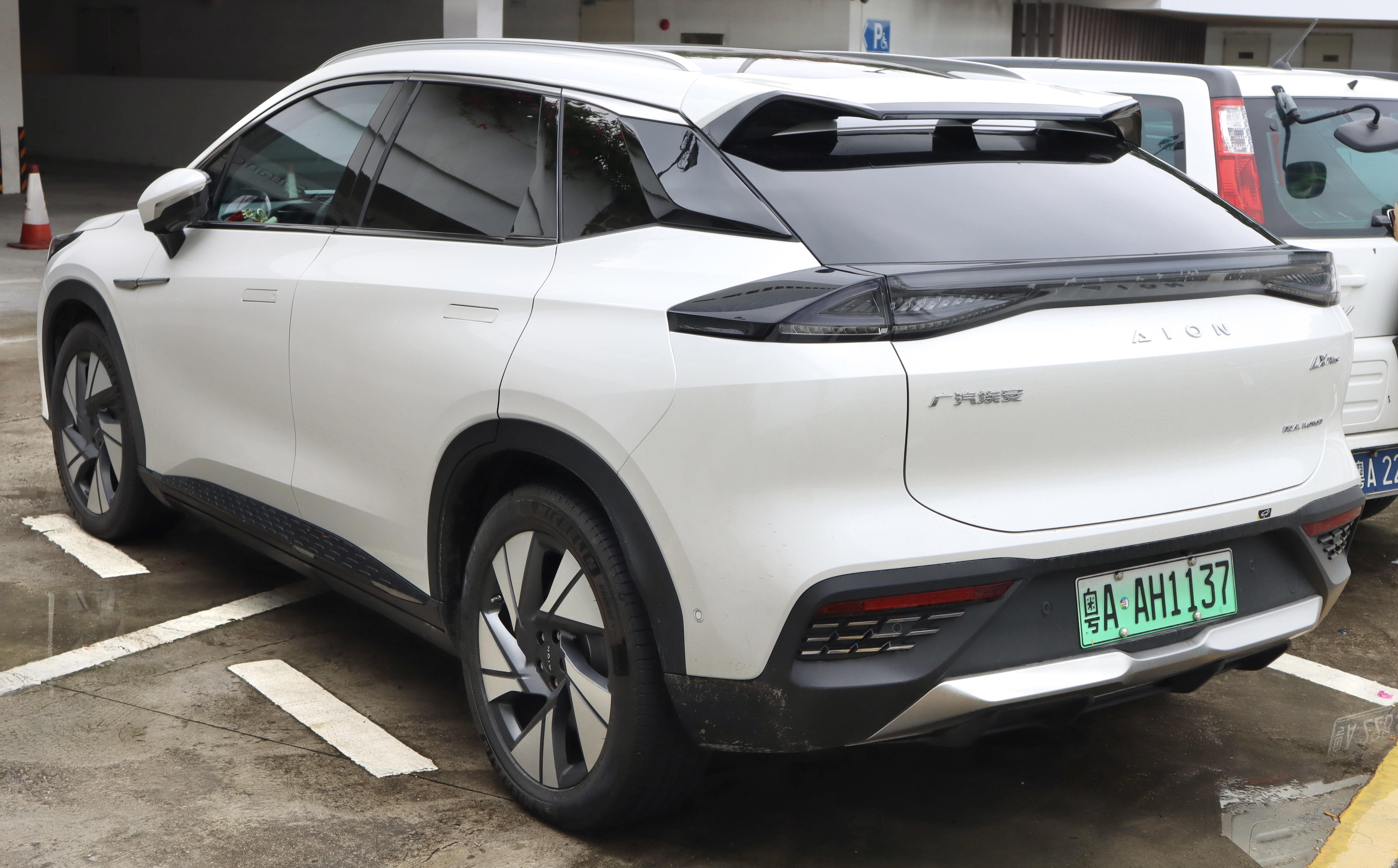
Heckansicht

## Technische Daten
Der Aion LX hat Lithium-Ionen-Akkumulatoren von CATL. Zum Marktstart standen vier Varianten zur Wahl. Die vorläufige Topversion hat an beiden Achsen einen Elektromotor und damit Allradantrieb. An der Vorderachse kommt eine MacPherson-Radaufhängung und an der Hinterachse eine Mehrlenkerachse zum Einsatz.
Auf der Guangzhou Auto Show im November 2021 wurde mit dem Plus eine Variante mit über 1000 km Reichweite nach NEFZ vorgestellt. Sie hat einen 144,4-kWh-Akkumulator mit einer Energiedichte von 205 Wh/kg, der eine NMC-Kathode mit einer siliziumhaltigen Anode kombiniert.
|                             | 60                            | 70                            | 80                            | 80D                               | Plus 80                         | Plus 80D                          | Plus 千里版                                 |
| --------------------------- | ----------------------------- | ----------------------------- | ----------------------------- | --------------------------------- | ------------------------------- | --------------------------------- | ------------------------------------------- |
| Bauzeitraum                 | 10/2019–11/2020               | 10/2019–01/2022               | 10/2019–01/2022               | 10/2019–01/2022                   | seit 01/2022                    | seit 01/2022                      | seit 01/2022                                |
| Motorkenndaten              |                               |                               |                               |                                   |                                 |                                   |                                             |
| Motorart                    | Permanentmagnet-Synchronmotor | Permanentmagnet-Synchronmotor | Permanentmagnet-Synchronmotor | 2 Permanentmagnet-Synchronmotoren | Permanentmagnet-Synchronmotoren | 2 Permanentmagnet-Synchronmotoren | Permanentmagnet-Synchronmotor               |
| max. Leistung               | 135 kW (184 PS)               | 135 kW (184 PS)               | 150 kW (204 PS)               | 300 kW (408 PS)                   | 180 kW (245 PS)                 | 360 kW (490 PS)                   | 180 kW (245 PS)                             |
| max. Drehmoment             | 350 Nm                        | 350 Nm                        | 350 Nm                        | 700 Nm                            | 350 Nm                          | 700 Nm                            | 350 Nm                                      |
| Kraftübertragung            |                               |                               |                               |                                   |                                 |                                   |                                             |
| Antrieb                     | Vorderradantrieb              | Vorderradantrieb              | Vorderradantrieb              | Allradantrieb                     | Vorderradantrieb                | Allradantrieb                     | Vorderradantrieb                            |
| Getriebe                    | Festes Übersetzungsverhältnis | Festes Übersetzungsverhältnis | Festes Übersetzungsverhältnis | Festes Übersetzungsverhältnis     | Festes Übersetzungsverhältnis   | Festes Übersetzungsverhältnis     | Festes Übersetzungsverhältnis               |
| Messwerte                   |                               |                               |                               |                                   |                                 |                                   |                                             |
| Höchstgeschwindigkeit       | k. A.                         | k. A.                         | k. A.                         | k. A.                             | 170 km/h                        | 180 km/h                          | 170 km/h                                    |
| Beschleunigung, 0–100 km/h  | k. A.                         | k. A.                         | k. A.                         | 3,9 s                             | 7,8 s                           | 3,9 s                             | 7,9 s                                       |
| Energieverbrauch auf 100 km | 15,7 kWh                      | 15,1 kWh                      | 15,5 kWh                      | 16,0 kWh                          | 15,5 kWh                        | 16,0 kWh                          | 15,8 kWh                                    |
| Batterietyp                 | Lithium-Ionen-Akkumulator     | Lithium-Ionen-Akkumulator     | Lithium-Ionen-Akkumulator     | Lithium-Ionen-Akkumulator         | Lithium-Ionen-Akkumulator       | Lithium-Ionen-Akkumulator         | Schwamm-Silizium-Negativplatten-Akkumulator |
| Batteriekapazität           | 70 kWh                        | 73 kWh                        | 93 kWh                        | 93 kWh                            | 93 kWh                          | 93 kWh                            | 144 kWh                                     |
| Reichweite nach NEFZ        | 503 km                        | 520 km                        | 650 km                        | 600 km                            | 650 km                          | 600 km                            | 1008 km                                     |